# Carol Nolan

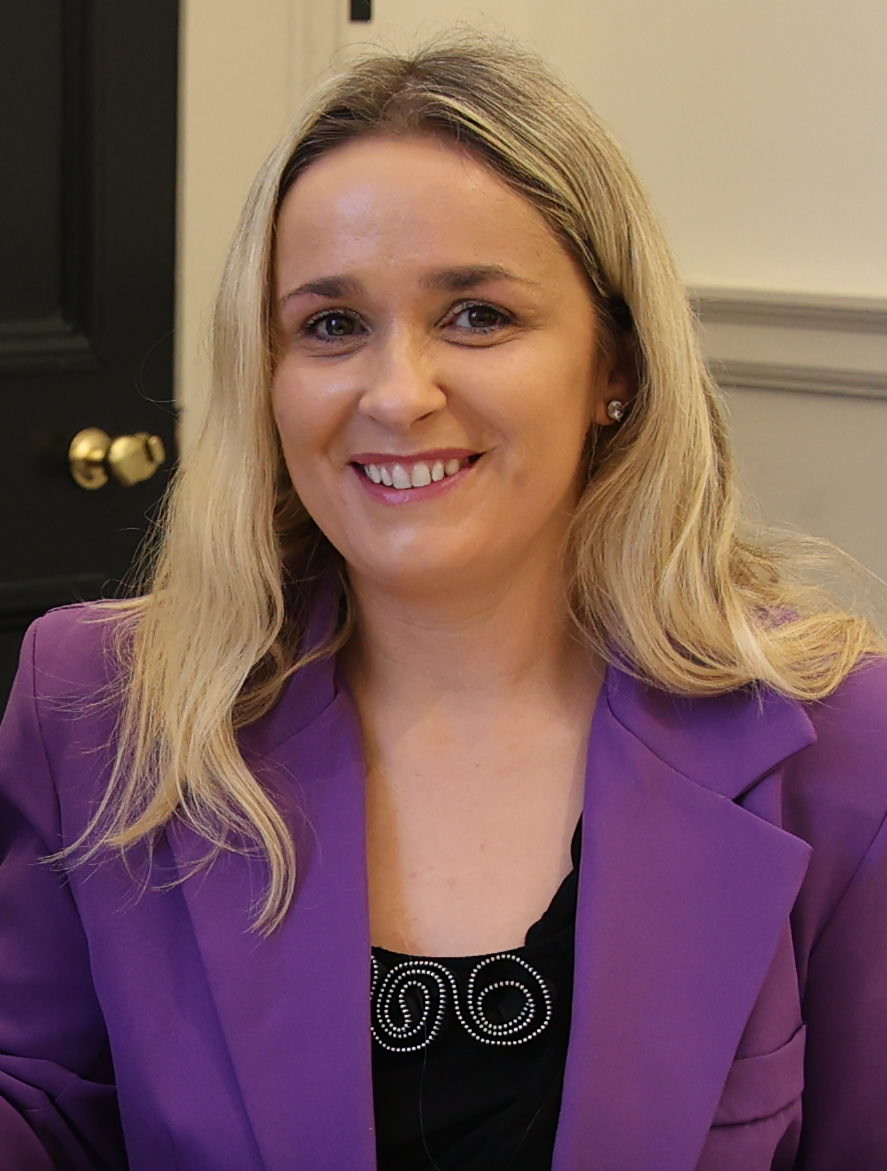
Carol Nolan (2024)

Carol Nolan (* 23. Mai 1978 in Tullamore, County Offaly, Irland) ist eine irische Politikerin. Seit Februar 2016 ist sie Teachta Dála im irischen Unterhaus Dáil Éireann. 

## Leben
Carol Nolan arbeitete zwölf Jahre lang als Grundschullehrerin im County Laois. 2014 wurde sie als Mitglied der Sinn Féin für den Wahlbezirk Birr in den Offaly County Council gewählt. 
Bei den Wahlen zum Dáil Éireann 2016 stellte die Sinn Féin sie für den WahlkreisOffaly auf und ihr gelang es knapp einen Sitz im Parlament zu erringen. Diesen Wahlerfolg konnte sie bei den Wahlen 2020 (dann im Wahlkreis Laois–Offaly) und 2024 (wieder im Wahlkreis Offaly) wiederholen.
2018 wurde sie temporär aus der Sinn Féin ausgeschlossen, weil sie sich gegen die Liberalisierung des Schwangerschaftsabbruchs in Irland gewandt hatte. Da sie diese Linie weiterhin verfolgt, trat sie selbst aus Sinn Féin aus. Seitdem sitzt sie als unabhängige Abgeordnete im Parlament. 
Nach den Wahlen 2024 gehörte sie der Gruppe der Unabhängigen an, die die Regierung unterstützen, ohne an ihr beteiligt zu sein. Dadurch entstand ein Streit im Parlament über Rederechte.
Carol Nolan ist seit 2010 mit Gerard Nolan verheiratet, mit dem sie zwei Kinder hat. 